# Tiê
Tiê Gasparinetti Biral, conosciuta semplicemente come Tiê (São Paulo, 17 marzo 1980), è una cantautrice e chitarrista brasiliana.

## Biografia
Nipote dell'attrice Vida Alves, Tiê si è fatta conoscere come attrice bambina nel fortunatissimo film Radio Pirata, dove ha sostenuto il ruolo della figlioletta del protagonista. 
Si è avvicinata alla musica negli anni del liceo, quando ha fondato un gruppo e vinto un premio ad un concorso musicale riservato agli studenti nel 1997. Notata dal cantante Toquinho mentre si esibiva al Café Brechó, un bar-ristorante accanto agli studi di MTV dove questi stava registrando un album, l'ha accompagnato in tour per due anni. 
Tiê ha poi iniziato a preparare un suo repertorio, componendo le sue canzoni e imparando a suonare la chitarra. Dopo avere pubblicato un EP nel 2007 in collaborazione con il musicista Dudu Tsuda, ha fatto il suo esordio discografico da solista nel 2009, con l'album Sweet Jardim. Per questo album Tiê è stata nominata nella categoria MPB all'MTV Video Music Brasil.   Il secondo album, A Coruja e o Coração, è stato incluso nella lista dei 50 album che hanno formato l'identità musicale brasiliana del nuovo millennio pubblicata da Folha de S. Paulo.

## Discografia

### Album in studio
- 2009 - Sweet Jardim - Warner Bros. Records
- 2011 - A Coruja e o Coração - Warner Bros. Records
- 2014 - Esmeraldas - Warner Bros. Records
- 2017 - Gaya - Warner Bros. Records

### EP
- 2007 - E.P. 1